# Kim Poong-joo
Kim Poong-joo (ur. 1 października 1964) – były południowokoreański piłkarz występujący na pozycji bramkarza.

## Kariera klubowa
Kim zawodową karierę rozpoczynał w 1983 roku w klubie Daewoo Royals. W tym samym roku wywalczył z nim wicemistrzostwo Korei Południowej. W 1984 roku zdobył z klubem mistrzostwo Korei Południowej. W 1986 roku zwyciężył z nim w rozgrywkach Azjatyckiej Ligi Mistrzów. W 1987 roku oraz w 1991 roku ponownie zdobywał z zespołem mistrzostwo Korei Południowej, natomiast w 1990 roku wywalczył z nim wicemistrzostwo Korei Południowej. W 1995 roku Daewoo Royals zmienił nazwę na Busan Daewoo Royals. W 1996 roku Kim zakończył karierę.

## Kariera reprezentacyjna
W reprezentacji Korei Południowej Kim zadebiutował 19 czerwca 1988 roku w wygranym 4:0 towarzyskim meczu z Zambią. W tym samym roku wziął udział w Letnich Igrzyskach Olimpijskich. W 1990 roku został powołany do kadry na Mistrzostwa Świata. Nie zagrał na nich w żadnym meczu. Z tamtego turnieju Korea Południowa odpadła po fazie grupowej. W latach 1988–1991 w drużynie narodowej Kim rozegrał w sumie 19 spotkań.